# Katsuror
Katsuror (Cercidiphyllum) är det enda släktet i familjen katsuraväxter (Cercidiphyllaceae). Det finns två arter, katsura och storbladig katsura, som båda är träd. De kommer ursprungligen från Japan (Honshu och Hokkaido) och Kina (Shanxi och sydväst till Sichuan och österut till Zhejiang).
Arten katsura är ett träd som kan bli 40-45 meter högt och vars stammar kan bli 2 meter i diameter. Den andra arten, storbladig katsura, är mycket mindre och blir sällan mer än 10 meter högt. Katsuror har två sorters blad. Blad hos unga växter är motsatta och äggformade. De äldre trädens blad sitter ensamma på korta bladskaft. Växterna är tvåbyggare vilket innebär att det finns han- och honträd. Blommorna är små och ljusröda och träden blommar tidigt på våren. De är vindpollinerade. 

## Odling
Katsuror används som prydnadsträd, främst för bladverkets skull. På hösten växlar det färg från grönt till klargult, rosa och orangerött. Katsurorna klarar inte uttorkning och behöver djup, ständigt fuktig jord. Blir det för torrt fälls bladen. 
- Wikimedia Commons har media som rör Katsuror.